# Dystrykt Ga
Dystrykt Ga był dystryktem w regionie Wielka Akra. Dekretem prezydenta Johna Kufuora z dnia 12 listopada 2003 został podzielony na dwa dystrykty Ga East i Ga West.